# والنتین اوریتسکو
والنتین اوریتسکو (رومانیایی: Valentin Uritescu؛ ‏تلفظ رومانیایی: [valenˈtin uriˈtesku]؛ زادهٔ ۴ ژوئن ۱۹۴۱ – درگذشتهٔ ۱۷ ژوئن ۲۰۲۲) بازیگر اهل رومانی بود.
از فیلم‌هایی که وی در آن‌ها نقش داشته‌است، می‌توان به بلوط، مارگو، آزمون و آخرین یورش اشاره نمود.